# 梅花山青冈
梅花山青冈（学名：Cyclobalanopsis meihuashanensis）为壳斗科青冈属下的一个种。